# Ламарш, Оливье де
Оливье де Ламарш (фр. Olivier de la Marche; 1425 или 1426 — 1 февраля 1502) — бургундский хронист, дипломат и поэт, представитель школы «великих риториков», офицер гвардии и придворный историограф герцога Карла Смелого.

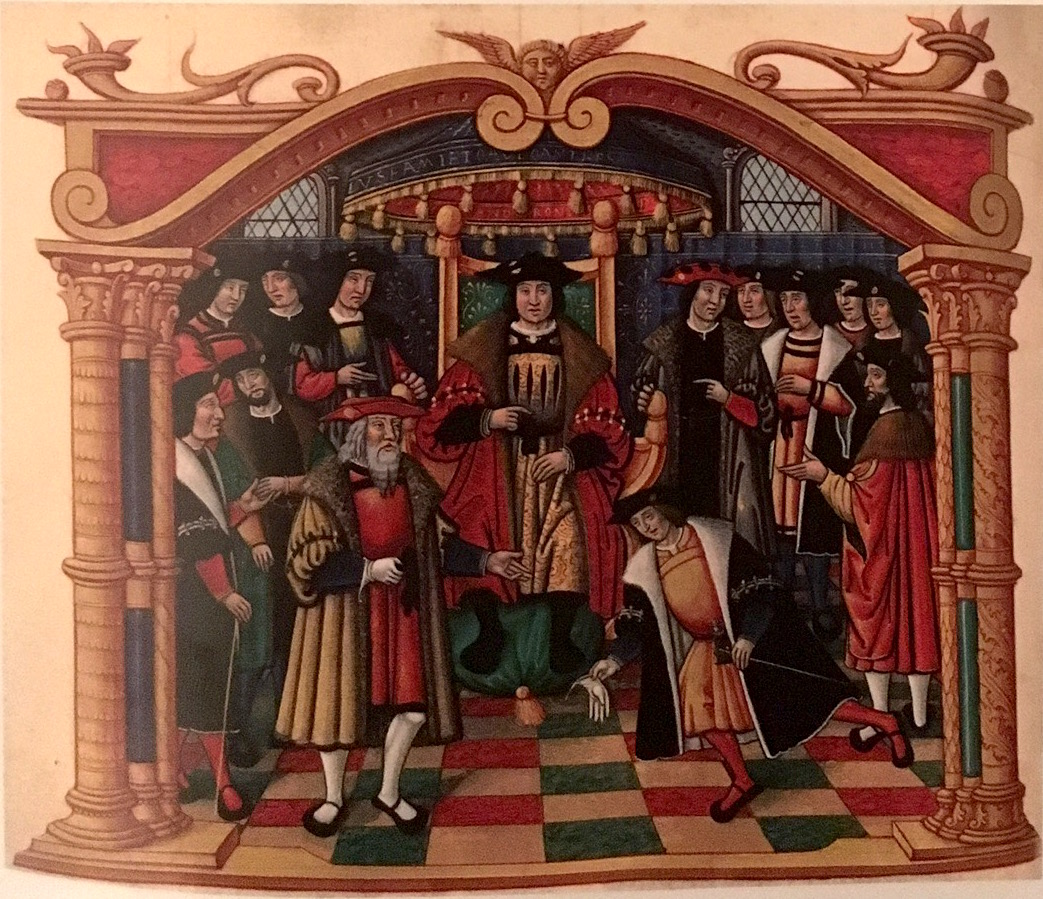
Двор герцога Бургундского Карла Смелого. Миниатюра из рукописи «Мемуаров» Филиппа де Коммина, 1518—1524 гг.

## Биография
Родился в 1425 или 1426 году в родовом замке Ла Марш близ Виллегодена (совр. департамент Сона и Луара) в семье Филиппа де Ламарша, оруженосца конюшни герцога Филиппа Доброго, и Жанны Бутон, дочери брабантского рыцаря сеньора де Фея, кастеляна Сани и бальи Доля. Предки отца принадлежали к мелкопоместному дворянству Франш-Конте. Дядя Антуан де Ламарш служил виночерпием Жана Бесстрашного, а затем камергером и советником Филиппа Доброго.
Около 1435 года потерял отца и отдан был в обучение в монастырскую школу в Понтайе. В 1440 году по протекции своего дяди по матери Жака де Коберона стал пажом Анны де Шамбр, супруги шалонского вельможи Гийома де Лурье. Последний, в свою очередь, рекомендовал его в 1442 году самому герцогу Филиппу, гостившему со свитой в Шалоне. Будучи зачислен герцогом в пажи его конюшни, сделал неплохую придворную карьеру.
В 1443 году, будучи оруженосцем герцогской конюшни, впервые в своей жизни принял участие в военном походе в Люксембург. В 1445 году на ассамблее Ордена Золотого Руна в Генте познакомился с орденским летописцем и герольдмейстером Жаном Лефевром де Сен-Реми, а в 1446 году в Аррасе сблизился с историографом Жоржем Шателеном, отметившим его таланты.
Поступив в 1452 году на службу к Карлу Смелому, тогда графу Шароле, оруженосцем-хлебодаром (букв. «слугой хлеба и ножа»), участвовал вместе с ним в походе на Гент. Завоевав доверие у своего государя, выполнял ответственные поручения военного и дипломатического характера, участвовал во многих походах и официальных мероприятиях, в том числе в подготовке «Пира фазана» (1454) в Лилле, коронации Людовика XI в Париже (1461), битве при Монлери (1465), подготовке договора в Перонне (1468) и пр. В 1464 году, по словам своего младшего современника-мемуариста Филиппа де Коммина, исполнял при дворе графа Шароле обязанности майордома. За участие в сражении при Монлери посвящён был графом в рыцари, а в 1467 году назначен на должность бальи г. Аманса.
После заключения Пероннского договора назначен был великим кравчим и капитаном (кондюкто) находившегося в стадии формирования корпуса бургундских конных жандармов, получив в 1471 году под командование Абвильскую роту, с которой участвовал в осаде Нойса (1474—1475). В январе 1477 года, находясь вместе с герцогом Карлом, был взят в плен после гибели последнего в битве при Нанси. После освобождения из плена служил Главным мэтром Отеля (управляющим Бургундским домом) дочери Карла Марии Бургундской, подготовив её брак с Максимилианом Габсбургом 18 августа 1477 года. После трагической гибели Марии в 1482 году, участвовал в воспитании её сына Филиппа I Красивого, будущего герцога Бургундии и короля Кастилии. В 1483 году по просьбе Максимилиана исполнял обязанности посла при дворе французского короля Карла VIII.
Умер 1 февраля 1502 года в собственном доме в Брюсселе, отойдя за несколько лет до того от государственных дел. Останки его покоятся в гробнице церкви каноников Кюранберга.

## Семья
Первая супруга Одетта де Жанли родила Оливье дочь Филиппоту (1452) и сына Шарля. Овдовев между 1473 и 1480 годами, Ламарш вновь женился на Изабо Машефен, детей от которой не имел.

## Сочинения
Оставил довольно богатое литературное наследие, в том числе несколько трактатов по военному делу, рыцарским турнирам и придворному хозяйству, а также поэмы на среднефранцузском языке и латыни, в том числе морально-дидактическую «Решительный рыцарь» (фр. Le Chevalier délibéré, 1483) и аллегорическую «Украшение и торжество дам» (фр. Le parement et triumphes des dames, 1493).
Исполняя обязанности великого кравчего Карла Смелого, по просьбе английского короля Эдуарда IV Йоркского составил трактат «Об устройстве двора герцогов Бургундских» (фр. Estat de la maison du duc Charles de Bourgogne, 1474) в качестве образца церемониала и придворного этикета. Помимо этого, подробно описал в нём устройство и организационную структуру бургундской армии, в частности ордонансовых рот.
Как историк, Ламарш принадлежит к школе Фруассара. Его главный труд — «Мемуары» (фр. Les memoires de messire Olivier de la Marche), написанный в прозе и стихах на среднефранцузском языке, вероятно, был начат им не позже 1472 года и охватывает события с 1435 по 1489 год. В центре этого важнейшего, наряду с мемуарами Филиппа де Коммина, памятника истории Бургундского герцогства, традиционно находится прославление рыцарского сословия, к которому принадлежал сам автор, сосредоточивший своё внимание на описании военных действий, осад, турниров, придворных церемоний, посольств и т. п. В качестве образца для подражания Ламарш подробно описывает подвиги наиболее прославленных современников, в первую очередь своего сюзерена Карла Смелого, а также известного полководца Симона де Лалена и его родного племянника Жака де Лалена — славного воина и признанного турнирного бойца, прозванного «Добрым рыцарем без страха и сомнения».
Политические взгляды Ламарша выразились в прославлении власти герцогов Бургундии, являвшейся, по его мнению, основой сословного и общественного порядка. В соответствии с представлениями своего окружения, он недвусмысленно утверждает, что авторитет его сюзеренов как наследственных государей, ведущих своё происхождение от древних троянцев, не только не уступает, но и превосходит авторитет императора Священной Римской империи как выборного монарха. Правосудие Ламарш считает первостепенной обязанностью справедливого правителя, приводя в качестве примера еженедельные аудиенции, устраивавшиеся Карлом Смелым, которого верноподданный мемуарист сравнивает с самим Киром Великим.
Наибольшую ценность в качестве источника представляет первая часть мемуаров, состоящая из 37 глав, которую автор редактировал активнее, внося многочисленные исправления, вторая же, включающая всего 16 глав, отличается некоторой незавершённостью и беспорядочностью в изложении фактов. В предисловии мемуарист предупреждает, что собирается рассказывать читателю лишь о том, чему сам был свидетелем, а не об услышанном от других, при этом лаконичные сведения о его собственной жизни осторожно вплетаются им в историю своего времени.
По своему характеру и содержанию мемуары Ламарша представляют собой не столько историческое, тем более автобиографическое, сочинение, сколько трактат об обычаях и нравах бургундского рыцарства, культура которого переживала в XV столетии недолгий расцвет. Вместе с тем, в нём содержится немало фактов, весьма ценных для исследователей средневековья, например, обстоятельства создания рыцарского Ордена Золотого руна, перечень доходов правящего бургундского двора в главе «О состоянии дома герцога Карла», описание свадьбы Карла Смелого и Маргариты Йоркской (1468) или рассказ об исторической «клятве фазана», данной 17 февраля 1454 года на банкете в Лилле Филиппом III Добрым, в главе 29-й. Нидерландский философ и историк культуры Йохан Хёйзинга называет стиль Ламарша «куртуазным», отметив, что этот «образцовый придворный» постоянно допускает неточности по отношению к важнейшим событиям, ошибаясь в деталях даже происхождения и родства герцогской фамилии.
Известный хронист и поэт, глава школы «великих риториков» Жан Молине в начале XVI века назвал его «великим историком» (фр. grant historien).

## Рукописи и издания
«Мемуары» де Ламарша сохранились не менее чем в десяти рукописях XVI—XVII веков, находящихся в собраниях Национальной библиотеки Франции (Париж), Королевской библиотеки Бельгии (Брюссель), Королевской национальной библиотеки Нидерландов (Гаага), Бодлианской библиотеки Оксфордского университета, Музея Плантена – Моретуса (Антверпен) и муниципальных библиотек Лилля и Валансьена.
Впервые они напечатаны были в 1562 году в Лионе историком и переводчиком Дени Соважем. В 1566 году их переиздал в Генте Жан Лотан с предисловием и комментариями Лорана де Ганда. В 1616 и 1645 году они вновь были изданы в Брюсселе и Лувене. Научная публикация их осуществлена была в 1825 году Клодом Бернаром Петито в 9-м томе «Полного собрания мемуаров, относящихся к истории Франции». В 1883—1888 годах в Париже вышло наиболее авторитетное 4-томное академическое издание под редакцией Анри Бона и Жюля д'Арбамона.
Известно не менее 17 рукописей трактата «Об устройстве двора Бургундских герцогов» из Королевской библиотеки Бельгии, Королевской национальной библиотеки Нидерландов, Национальной библиотеки Франции, Австрийской национальной библиотеки (Вена), Бодлианской библиотеки Оксфордского университета и др. Уже в конце XV столетия он переведён был на испанский и нидерландский языки, впервые напечатан в 1616 году в Брюсселе Антуаном Юбером и впоследствии переиздавался неоднократно.

## Публикации
- Ла Марш Оливье де. Описание двора герцога Карла Бургундского, по прозвищу Смелый / Пер. с франц. Е. И. Носовой, К. В. Сергейчева. — СПб.: Евразия, 2023. — 320 с. — (Chronicon). — ISBN 978-5-8071-0601-8.
- Les mémoires de messire Olivier de la Marche, augmentés d'un Estat particulier de la maison du duc Charles le Hardi, composé du mesme auteur // Collection Complète Des Mémoires Relatifs a L'Histoire de France, publ. par Claude Bernard Petitot. — Volume IX. — Paris: Foucault, 1825. — 478 p.
- Mémoires d'Olivier de La Marche, maître d'hôtel et capitaine des gardes de Charles le Téméraire, publ. pour la Société de l'histoire de France par Henri Beaune et J. d'Arbaumont. — Tomes 1—4. — Paris, 1883—1888.